# Carl-August Schumacher
El Generalmajor Carl-August Schumacher (19 de febrer de 1896 – 22 de maig de 1967). Durant la Segona Guerra Mundial Schumacher va servir a la Luftwaffe alemanya comandant l'ala de caça Jagdgeschwader 1 (JG 1). Després de la guerra, Schumacher es dedicà a la política sent elegit membre del de la Baixa Saxònia entre 1951 i 1959.

## Carrera militar
Schumacher lluità a la I Guerra Mundial com a artiller abans de ser destinat a la Kaiserliche Marine, participant en la batalla de Jutlàndia com a Fähnrich. El 1930 va aprendre a volar, sent transferit a la novament emergent Luftwaffe el 1934. Va prendre el comandament del I./Jagdgeschwader 336, posteriorment el II./Jagdgeschwader 77, a la badia Alemanya. Creà el Geschwaderstab delJagdgeschwader 1 al novembre de 1939 i esdevingué el seu primer Geschwaderkommodore el 12 de novembre de 1939. amb el seu Geschwader va defensar Alemanya de les primeres campanyes de bombardeig britàniques. Reclamà la seva primera victòria militar (un bombarder Vickers Wellington) durant la batalla de la Badia de Helgoland el 27 de desembre de 1939. Tornà a comandar el seu Geschwader durant la batalla dels Països Baixos. El 5 de gener de 1942 transferí el comandament del Geschwader i esdevingué Jagdfliegerführer Norwegen. Dirigí l'entrenament de la Força Aèria Romanesa el 1943 i va tenir diversos destins a la Defensa del Reich.

## Carrera de postguerra
Schumacher va ser presoner de guerra entre 1945 i 1947. Posteriorment va ser contractat pel President de Districte d'Aurich el 1948 i va estar treballant des de 1951 a l'Olympia -Werke AG, a la indústria de màquines d'escriure. Va ser elegit membre del Landtag de la Baixa Saxònia de la facció GB/BHE el 1953, sent reelegit el 1955. Llavors s'uní al Deutsche Partei (DP) el 1958 i finalment canvià a la CDU el 1962. Va perdre el seu escó el 1963.

## Condecoracions
- Creu de Ferro 1939 de 1a i 2a classe
- Creu de Cavaller de la Creu de Ferro el 21 de juliol de 1940 com a Oberstleutnant i Geschwaderkommodore del JG 1[2]

## Dates de promoció[3]

### Kaiserliche Marine
- Fähnrich zur See – 1 d'octubre de 1916
- Leutnant zur See – 17 de març de 1918

### Luftwaffe
- Oberleutnant – 1 de març de 1933
- Hauptmann – 1 d'octubre de 1933
- Major – 1 d'agost de 1936
- Oberstleutnant – 1 de març de 1933
- Oberst – 19 de juliol de 1940
- Generalmajor – 1 de gener de 1944